# Kämperfeld
Kämperfeld ist ein Ortsteil im Stadtteil Paffrath der Stadt Bergisch Gladbach im Rheinisch-Bergischen Kreis. Er bildet mittlerweile mit Paffrath einen geschlossenen Siedlungsbereich, so dass er nicht mehr als eigenständiger Ortsteil wahrgenommen wird.

## Lage und Beschreibung
Die Straße Kämperfeld ist nach der Ortschaft benannt, die als Gewannenbezeichnung im Urkataster verzeichnet ist. Die ursprüngliche Bebauung ist nicht mehr vorhanden.

## Geschichte
1830 leben in der Kemperfeld genannten Hofstelle 14 Menschen. 1845 lebten in der als Ackergütchen klassifizierten Ortslage neun Menschen in einem Haus. Der Ort gehörte zur Pfarre Paffrath in der Bürgermeisterei Gladbach. Mit der Rheinischen Städteordnung wurde Gladbach 1856 Stadt, die dann 1863 den Zusatz Bergisch bekam.